# Impy e il mistero dell'isola magica
Impy e il mistero dell'isola magica (Urmel aus dem Eis) è un film d'animazione realizzato in CGI tedesco del 2006, diretto da Reinhard Klooss e Holger Tappe. Il film ha avuto un sequel nel 2008, intitolato Impy Superstar - Missione Luna Park.